# 森谷優里
森谷 優里（もりや ゆうり、1994年5月7日 - ）は、日本のキーボーディスト、マニピュレーター、作曲家、編曲家。様々なアーティストのライブにバックバンドとして参加している。
他にCDのレコーディング、MVへの出演、作曲・編曲、テレビ出演等、活動は多岐にわたる。
現在は、なかむらゆめみると共に、ポチというユニットとしても活動している。

## 来歴
A型。3歳からピアノを始めた。「コルクボードに貼られたいくつかの習い事のチラシの中からピアノを自分で選んだという記憶がふんわりとあります」と話している。小中高時代の合唱コンクールでは伴奏を務めた。小学2年生から高校2年まではサッカーをしており、中学生の頃はサッカー少年だったとの事。しばらくピアノから離れていたがUVERworldに出会いバンドに興味を持ったことで高校でピアノを再開。
2013年、洗足学園音楽大学へ入学。大学在学中からレコーディングや作曲編曲、サポートキーボードやマニピュレーターとしてライブへ参加している。自身のバンドも組み、ライブハウスでの活動も行っていた。大学卒業後はライブ、レコーディング、MV出演、作曲や編曲、テレビ出演等幅広い活躍を見せる。
2023年12月1日、Fan community 〜Rubato〜を開設。
2024年4月1日、自身初の1st Solo EP「Rubato」をリリース。その後、2024年5月25日よりデジタル配信が開始。

## サポート出演一覧
- あいみょん
- 杏沙子
- 足立佳奈
- androp
- 出雲咲乃
- Eve
- 鶯谷フィルハーモニー
- 宇野実彩子
- XFLAG PARK 2018
- XYZ
- EXITTUNEACADEMY
- 大野ジョンソン
- 片平里菜
- クボタカイ
- ぐるたみん
- 劇場版ゴキゲン帝国
- Kolokol
- コロプラフェス
- 桜木もち子
- 獅子志司
- ジミーサムP
- しゅーず
- Juliet
- 白猫プロジェクト
- S!N
- SHIN
- すとろべりーぷりんす
- すりぃ
- センラ
- Sou
- そらる
- 田中有紀
- CHiCO with HoneyWorks
- 超学生
- 転校少女*
- でんぱ組.inc
- 道明寺ここあ
- TRUE
- 豊永利行
- 仲村宗悟
- NicoQuest
- にしな
- PassCode
- policemenZ
- 花森りえ
- 樋口楓
- 梟note/弱酸性
- まじ娘
- MAGIC OF LiFE
- 魔法使いと黒猫のウィズ
- みきとP
- 無重力のレシピ
- めいちゃん
- mono palette.
- 森七菜
- 森大翔
- 優里
- 吉野晃一
- 吉田広大
- Ilie

## ディスコグラフィ

### EP
|     | タイトル曲 | 発売日       | 規格 | 規格品番 | ジャンル                              |
| --- | ---------- | ------------ | ---- | -------- | ------------------------------------- |
| 1st | Rubato     | 2024年4月1日 | CD   | RRYM-001 | インストゥメンタル/サウンドエフェクト |

### レコーディング参加
- 悪魔のキッス
  - 方舟
- 足立佳奈
  - 「Seeker」M12-カンパイ (編曲)
- ASH DA HERO
  - 「HUMAN」M5-Stigma
- asmi
  - こっち向いてほい
- 十六夜ポラリス
  - 星の水槽 (作編曲)
- Erii(山崎エリイ)
  - 「レースと日向とマキアート」M1-レースと日向とマキアート (作編曲)
- THE ORCHESTRA TOKYO
  - 「THE ORCHESTRA TOKYO Ⅰ」M2-ハニートラップ
  - 「THE ORCHESTRA TOKYO Ⅱ」M4-FAMiRiAR
  - 「THE ORCHESTRA TOKYO Ⅳ」M7-STRINGS　M8-RIOT PARTY 〜Piano Rearrange ver.〜

- 神はサイコロを振らない
  - 「事象の地平線」M4-初恋
- クボタカイ
  - ひらめき (木下哲と共編曲)
- ぐるたみん
  - 「WAKE UP」初回盤CD　M3-届け (編曲)
  - 「GIANT KILLING」M2-飛行少女と僕
- くろくも
  - Shining of star
- 下野紘
  - 「WE GO!」M2-Survive
- じゅじゅ
  - 「走馬灯」M5-愛の苑 (作編曲)
- Juliet
  - 「SEA SAND SUNNY DAY」M8-白い三日月
- Stellafia
  - 「alone」M4-欠片　M6-Aoi
  - 「Entertainment」M8-野良猫
- すりぃ
  - 「グラデーション」M3-中毒性のチュウ　M5-バカになって　M8-花とグラデーション　M9-Mr.ヒーロー　M10-サラ
  - ギルティ
- 千也茶丸
  - ネオン
- センラ
  - 「À la mode」M7-絡メル
- そらる
  - 「ワンダー」M8-アンサー
  - 「ユーリカ」特典DVD-奏
  - 「夢見る世界の歩き方」ライブDVD出演
  - 「SORARU Birthday Live 2019  ワンダフルワンダラス」ライブDVD出演
- 焚吐
  - 「呪いが解けた日」M6-時速40000kmの孤独
- Chick-flick
  - 「episode Ⅰ」M1-Prologue (作編曲)　M2-マブタ、ロマンティクス。 (作編曲)
  - 「よあけの森」M1-チック・イズム (作編曲)　M3-bruise (作編曲)
  - ショコラリランデヴー (作編曲)
- でんぱ組.inc
  - 「おやすみポラリスさよならパラレルワールド / ギラメタスでんぱスターズ」
- Dolce
  - 「恋より甘いDolceはいかが?」M3-依存の海
- nonoc
  - 「memento」M2-雪の果てに君の名を(OVA「Re:ゼロから始める異世界生活氷結の絆」エンディングテーマ)
- 橋本愛夢
  - MOVE ON! (作編曲)
  - やくそくのうた (編曲)
- BanGDream!
  - 「オリジナル・サウンドトラック」Disc2 M25-Be shine,shining！
- he
  - 「ZELKOVA」
  - 「Birds」M3-Birds
- 琵奈子
  - 「ジグソーパズル」M2-ジグソーパズル
- ヒノエショウエイ
  - 革命児 (ヒノエショウエイと共編曲)
  - 愛の謳 (ヒノエショウエイと共編曲)
  - 君と僕とラーメン (ヒノエショウエイと共編曲)
- Flight Academy
  - 「Here Comes the Sun」M4-voyage
- Payrin's
  - トトトカマトト (作編曲)
- 僕のClove
  - 「SPICE OF LIFE」M1-Future Fiction　M3-All my reason (編曲)
- MAGIC OF LiFE
  - 「MAGIC」M2-記念日　M3-Walk with us
- まじ娘
  - 「COLOR」M5-HUSH
- Meet Goodbye
  - 「Circle」M3-King and Queen
- みきとP
  - 「MIKIROKU」M2-夕立のリボン
- 水樹奈々
  - 「戦姫絶唱シンフォギアXD UNLlMITED」主題歌-UNLIMITED BEAT「NEOGENE CREATION」M9-UNLIMITED BEAT
- 水瀬いのり
  - 「Innocent flower」M9-星屑のコントレイル
- 無重力のレシピ
  - 「繋いだ点と点」M1-雲雀　M2-ブーケ　M3-新しい記念日　M4-風の船　M7-recipe of yours/mine(Bonus Track)
- めいちゃん
  - 「大迷惑」M1-ヴィクター　M10-アンユージュアル　M12-世迷言
  - 「大迷惑」特典DVD M1-魔王の館は大騒ぎ　M2-モンキービジネス　M3-絶え間なく藍色　M4-ピエロ
  - 水滴 (編曲)
- 優里
  - ミズキリ-piano ver.-
- ヨイズ
  - 「悲しみにも花束を」M1-悲しみにも花束を
  - 「UTOPIA」M5-運命論
  - 「ともしび」M1-ともしび
- リサイクルシテネ
  - 懐かしくなってくれない
  - 花弁
- Lila Gray
  - 「シアン・ドメスティック」M2-inachevé (作編曲)
- REIRIE
  - 「~I~」M2-バタフライ・キス (作編曲)
- ヴァリアス・アーティスト
  - 「ピアノでアニメソング~」M11-いつも何度でも
  - 「ピアノでアニメソング~夢の国~」M11-君はともだち
  - 「ピアノでアニメソング~邦画アニメ」M1-MOIL、M4-おかあさんの唄、M15-Don’t Say “Lazy”
  - 「ピアノ・アニメソング~邦画アニメ~」M-2紅蓮華、M-4紅蓮の弓矢、M-5サムライハート、M-9ルミナス、M-14蒼のワルツ

## テレビ出演
- TBS
  - 「音楽の日」ゆず - 2017年7月14日
  - 「CDTVライブ!ライブ!」須田景凪 - 2021年2月8日
  - 「CDTVライブ!ライブ!」優里 - 2024年8月5日
  - 「CDTVライブ!ライブ!」優里 - 2024年9月2日
- テレビ朝日
  - 「ミュージックステーション」あいみょん - 2018年8月17日
  - 「ミュージックステーション」コブクロ - 2018年11月30日
  - 「ミュージックステーション」- 2019年11月22日
  - 「ミュージックステーション」優里 - 2024年9月13日
- フジテレビ
  - 「Love music」杏沙子 - 2019年2月17日
  - 「HEY!HEY!NEO!」蒼井翔太 - 2019年9月30日
  - 「オダイバ!!超次元音楽祭」水樹奈々 - 2020年10月7日
  - 「Love music」eill - 2020年11月9日
  - 「FNS歌謡祭」優里 - 2022年3月23日
  - 「オダイバ!!超次元音楽祭」TRUE - 2024年4月2日
- テレビ東京
  - 「プレミアMelodiX!」杏沙子 - 2019年8月19日
  - 「プレミアMelodiX!」杏沙子 - 2020年9月1日
- 日本テレビ「バズリズム」秦基博 - 2019年11月8日
- 読売テレビ「ベストヒット歌謡祭」コブクロ- 2019年11月13日
- NHK「夜行音楽ボカロフェス」そらる - 2022年5月6日
- CSチャン「「ジャイガ」2024開催目前SP！昨年ライブの模様」優里 - 2024年5月21日

## ミュージック・ビデオ
- androp 「SuperCar」
- 坂口有望「あっけない」
- Juliet「白い三日月」
- 須田景凪 「ゆるる」
- すりぃ 「ギルティ」
- ぜんぶ君のせいだ。「Antilyours」
- そらる「アイフェイクミー」
- 焚吐「量産型ティーン」
- TRUE 「フローズン」
- 樋口楓「アンサーソング」
- Mia REGINA「I got it!」『天晴爛漫!』OP主題歌
- MYTH & ROID 「PANTA RHEI」「異世界チート魔術師」OPテーマ
- WurtS 「SF東京」

## YouTube
- あらき
  - あらき-ARAKI Official 「【Band Edition】Alice in N.Y.《一発録りチャレンジ》【あらき×KLYMEN】」 - 2020年5月15日

- XYZ
  - XYZ OFFICIAL CHANNEL「XYZ TOUR 2019 -YOKOHAMA ARENA-「FANATIC」live ver./luz」 - 2020年5月14日
  - XYZ OFFICIAL CHANNEL「「ワールズエンド・ダンスホール」live ver./あらき×un:c【XYZ TOUR 2019 -YOKOHAMA ARENA-】」 - 2020年5月28日
  - XYZ OFFICIAL CHANNEL「命のユースティティア live ver./kradness【XYZ TOUR 2019 -YOKOHAMA ARENA-】」 - 2020年6月11日
  - XYZ OFFICIAL CHANNEL「Highway Lover live ver./しゅーず【XYZ TOUR 2019 -YOKOHAMA ARENA-】」 - 2020年7月2日
  - XYZ OFFICIAL CHANNEL「ライムライト live ver./めいちゃん【XYZ TOUR 2019 -YOKOHAMA ARENA-】」 - 2020年9月24日
  - XYZ OFFICIAL CHANNEL「「ファンサ live ver./un:c【XYZ TOUR 2019 -YOKOHAMA ARENA-】」 - 2020年11月5日

- KADOKAWAanime「MYTH & ROID「PANTA RHEI」MV (TVアニメ「異世界チート魔術師」OPテーマ)」 - 2019年7月11日

- 神谷成基
  - 「My Generation」(Studio Live) - 2015年1月4日
  - 「I said...」 - 2015年3月10日

- くりめんちゃんねる
  - 「アイフェイクミー / そらる(KLYMENカバー)」 - 2020年5月6日
  - 「リコレクションエンドロウル/ツミキ(KLYMENカバー)」 - 2020年5月6日
  - 「Alice in N.Y. / ひとしずく×やま△(KLYMENカバー)」 - 2020年5月6日
  - 「ブラッククリスマス / After the Rain (KLYMENカバー)」 - 2020年5月15日
  - 「FANATIC / luz (KLYMENカバー)」 - 2020年5月27日

- 坂口有望
  - 「『あっけない』Music Video」 - 2020年4月28日

- サーペルマアーぺルマ
  - 「euthanasia」 - 2014年12月9日
  - 「美学」 - 2015年1月20日
  - 「bigaku全曲視聴」 - 2015年2月2日

- GBT GBT「僕のClove / Aug. 30, 2020 / SPACE ODD / 『HIT☆GiRL(2部)』」 - 2020年8月31日

- ジュノラマ王国
  - 「猿と然」 - 2013年9月27日
  - 「鉄道アドベンチャー」 - 2014年5月28日
  - 「ジュノラマ王国で「森のくまさん」を演奏してみた」 - 2014年9月7日
  - 「ジュノラマ王国とは?!ピリリリ先生の研究レポート〜」 - 2015年2月27日
  - 「ピンクデザート旅行記」 - 2015年3月16日

- Juliet
  - 「Juliet LIVE DVD「Anniversary Live ～7th SUMMER～ at LIQUIDROOM 20160805」発売告知動画」  - 2016年11月22日
  - 「SUNDAYS【Live副音声Ver.】」 - 2017年4月18日
  - 「7th SUMMER【Live副音声Ver.】」 - 2017年4月20日
  - 「JOY【Live副音声Ver.】」 - 2017年4月24日
  - 「真夏のビーナス【Live副音声Ver.】 」- 2017年4月27日
  - 「Live Tour 2018 “CAMEL” 告知動画」 - 2018年8月6日

- ぜんぶ君のせいだ。「"AntiIyours"Official MusicVideo」 - 2019年8月14日

- そらる
  - 「366日（HY）cover / そらる」 - 2019年2月7日
  - 「【101を超えたら負け！】ボードゲームカフェで遊んできた「Neu/ノイ」編」 - 2019年4月12日
  - 「【MV】アイフェイクミー /そらる（「映画 賭ケグルイ」主題歌）」 - 2019年4月26日
  - 「25コ目の染色体（RADWIMPS）cover / そらる」 - 2019年4月30日
  - 「【ライブ映像】SORARU Birthday Live 2019 -ワンダフルワンダラス-ダイジェスト】」 - 2019年11月5日
  - 「【LIVE映像】そらる/幻日「ワンダフルワンダラス」幕張メッセ公演」 - 2020年11月3日

- TRUE
  - TRUE Official Channel「【TRUE】「フローズン」Music Video（TVアニメ『杖と剣のウィストリア』エンディング主題歌）」 - 2024年7月15日

- HoneyWorks
  - HoneyWorks OFFICIAL「恋より甘いDolceはいかが?/ソロメドレー【沙良・一騎・ギリシャ】」 - 2019年5月18日

- 樋口楓
  - 樋口楓【にじさんじ所属】「「MARBLE」Music Video【3/25発売メジャー1stシングル「MARBLE」収録】」 - 2020年2月23日
  - 樋口楓【にじさんじ所属】「アンサーソング Music Video【12/16発売1stアルバム「AIM」収録】」 - 2020年11月22日

- ヒノエショウエイ
  - 「革命児 MV」 - 2018年4月4日
  - 「【愛の謳】MV」 - 2020年5月20日
  - ichi「リコレクションエンドロウル【ichi×KLYMEN】歌ってみた」 - 2020年7月10日

- めいちゃん
  - 「MV 世迷言／めいちゃん」 - 2019年12月26日
  - 「【MV】 magnet(KENKAI's Space Jazz Mix) めいちゃん×nqrse」 - 2020年1月21日
  - 「「ヴィクター」Live full ver. めいちゃん」 - 2020年4月4日
  - 「Music Video 水滴／めいちゃん」 - 2020年9月14日

- Lantis Channel「Mia REGINA / I got it! Music Video [short ver.]」 - 2020年3月13日

- rui_fade
  - 「Apex season 7鍵盤弾きの森谷優里君とランクマ」 - 2020年11月5日
  - 「Apex season 7鍵盤弾きの森谷優里君とランクマpart2」 - 2020年11月7日

## WebCM
- 明治エッセルスーパーカップsweets 作曲・編曲

## プロモーションビデオ
- SHISEIDO ProfessionalのWONDER SHIELDと書道家・アーティストのハシグチリンタロウとのコラボパッケージムービー ピアノ・作曲

## ラジオ出演
- TOKYO FM
  - 「佐藤ノアの生意気ラジオ」- 2025年1月19日